# Levänomainen
Levänomainen är en sjö i kommunen Jockas i landskapet Södra Savolax i Finland. Arean är 47 hektar och strandlinjen är 7,35 kilometer lång. Sjön  ingår i Vuoksens huvudavrinningsområde.   Den ligger omkring 33 kilometer nordöst om S:t Michel och omkring 240 kilometer nordöst om Helsingfors. 